# Dirk Jan Pott
Dirk Jan Pott (Oud-Beijerland, 3 augustus 1920 – Nijmegen, 10 januari 1986) was een Nederlands politicus van de ARP en later het CDA.
Rond 1941 werd hij volontair bij de gemeente Nieuwerkerk aan den IJssel en in 1947 ging hij werken bij de afdeling financiën van de gemeentesecretarie van Ridderkerk. Hij bracht het daar tot hoofdcommies en chef van die afdeling voor hij in augustus 1960 benoemd werd tot burgemeester van Kesteren. Daarnaast was hij vanaf eind 1966 nog enige tijd waarnemend burgemeester van de nabij gelegen gemeente Brakel. In de jaren 60 en 70 kwam Pott landelijk in het nieuws omdat hij zich tijdens polio-uitbraken in Gelderland inzette om de vele honderden kinderen in zijn gemeente die (veelal vanwege religieuze motieven) nog niet tegen die ziekte waren ingeënt alsnog te laten vaccineren. Kort na 25 jaar burgemeester te zijn geweest van Kesteren ging hij in september 1985 met pensioen. Enkele maanden later overleed Pott op 65-jarige leeftijd aan een acute hartstilstand.